# Distretto elettorale 24 del Tirolo
Il Distretto elettorale Tirolo 24 era un collegio elettorale per le elezioni alla Camera dei deputati austriaca nel Tirolo. Il distretto elettorale è stato creato nel 1907 con l'introduzione della nuova legge elettorale del Reichsrat ed è esistito fino alla dissoluzione dell'impero.
Nel 1910 era popolato da 42.515 persone, fra cui erano 10.885 i maschi maggiorenni aventi diritto al voto nel 1911.

## Storia
Dopo che il Reichsrat decise nell'autunno del 1906 il diritto di voto a suffragio universale maschile la riforma della legge elettorale divenne effettiva il 26 gennaio 1907, sanzionata dall’imperatore Francesco Giuseppe. Con il nuovo regolamento elettorale del Reichsrat furono creati in totale 516 collegi elettorali, uninominali ad eccezione della Galizia. Il parlamentare doveva prevalere nel primo scrutinio o nelle elezioni di ballottaggio a maggioranza assoluta.
I candidati del Partito Popolare Trentino vinsero il collegio alle elezioni austriache del 1907 e del 1911.

## Territorio
Il collegio uninominale comprendeva i distretti giudiziari di Condino, Tione, Val di Ledro, Riva e Arco tranne i comuni di Riva e Arco, appartenenti al distretto elettorale urbano 7.

## Dati elettorali

### XXI legislatura
| Partito                            | Partito                            | Candidato                          | Risultati 14 maggio 1907 | Risultati 14 maggio 1907 |
| Partito                            | Partito                            | Candidato                          | Voti                     | %                        |
| ---------------------------------- | ---------------------------------- | ---------------------------------- | ------------------------ | ------------------------ |
|                                    | Popolare                           | Baldassare Delugan                 | 5 280                    | 81,46                    |
|                                    | Nazionale-liberale                 | Antonio Stefenelli                 | 1 081                    | 16,68                    |
|                                    | Socialista                         | Cesare Battisti                    | 99                       | 1,53                     |
|                                    | Altri                              | -                                  | 22                       | 0,34                     |
|                                    |                                    |                                    |                          |                          |
| Iscritti                           | Iscritti                           | Iscritti                           | 9 921                    | 100,00                   |
| ↳ Votanti (% su iscritti)          | ↳ Votanti (% su iscritti)          | ↳ Votanti (% su iscritti)          | 6 568                    | 66,20                    |
| ↳ Voti validi (% su votanti)       | ↳ Voti validi (% su votanti)       | ↳ Voti validi (% su votanti)       | 6 482                    | 98,69                    |
| ↳ Schede non valide (% su votanti) | ↳ Schede non valide (% su votanti) | ↳ Schede non valide (% su votanti) | 86                       | 1,31                     |
| ↳ Astenuti (% su iscritti)         | ↳ Astenuti (% su iscritti)         | ↳ Astenuti (% su iscritti)         | 3 353                    | 33,80                    |

### XXII legislatura
| Partito                            | Partito                            | Candidato                          | Risultati 13 giugno 1911 | Risultati 13 giugno 1911 |
| Partito                            | Partito                            | Candidato                          | Voti                     | %                        |
| ---------------------------------- | ---------------------------------- | ---------------------------------- | ------------------------ | ------------------------ |
|                                    | Popolare                           | Baldassare Delugan                 | 4 267                    | 74,45                    |
|                                    | Socialista                         | Carlo Giacomo Tappainer            | 766                      | 13,37                    |
|                                    | Nazionale-liberale                 | Antonio Stefenelli                 | 667                      | 11,64                    |
|                                    | Altri                              | -                                  | 31                       | 0,54                     |
|                                    |                                    |                                    |                          |                          |
| Iscritti                           | Iscritti                           | Iscritti                           | 10 885                   | 100,00                   |
| ↳ Votanti (% su iscritti)          | ↳ Votanti (% su iscritti)          | ↳ Votanti (% su iscritti)          | 5 816                    | 53,43                    |
| ↳ Voti validi (% su votanti)       | ↳ Voti validi (% su votanti)       | ↳ Voti validi (% su votanti)       | 5 731                    | 98,54                    |
| ↳ Schede non valide (% su votanti) | ↳ Schede non valide (% su votanti) | ↳ Schede non valide (% su votanti) | 85                       | 1,46                     |
| ↳ Astenuti (% su iscritti)         | ↳ Astenuti (% su iscritti)         | ↳ Astenuti (% su iscritti)         | 5 069                    | 46,57                    |